# Serebrianoe
Serebrianoe (en georgiano: სერებრიანოე; en ruso: Серебряное) o Dzinba (en abjasio: Ӡыбна, romanizado: Dzynba) es una aldea que pertenece a la parcialmente reconocida República de Abjasia, parte del distrito de Sujumi, aunque de iure pertenece al municipio de Sojumi de la República Autónoma de Abjasia de Georgia.

## Geografía
Serebrianoe se encuentra en la orilla izquierda del río Bzipi, a 90 km de Sujumi. La aldea se administra desde el pueblo de Psju.

## Demografía
La evolución demográfica de Serebrianoe entre 1959 y 1989 fue la siguiente:
| 44                                                  | 14 |
| (Fuente: Population of Abkhazia since Soviet times) |    |

Antes de la guerra de Abjasia, la mayoría de la población local eran rusos.